# Premier ministre de l'Alberta
 (juin 2025).
Le premier ministre de l'Alberta est le chef de gouvernement de la province canadienne de l'Alberta. Son titre complet est premier ministre et président du Conseil exécutif (en anglais : Premier and President of the Executive Council). Danielle Smith exerce cette fonction depuis le 11 octobre 2022.
Le premier ministre agit à titre de représentant de l'Assemblée législative de l'Alberta, et les députés à l'Assemblée législative sont les représentants des résidents de l'Alberta. Il est également député d'une circonscription électorale, et est élu à ce poste par les résidents de cette circonscription. Comme c'est le cas pour la plupart des chefs de gouvernements dans un système parlementaire, le premier ministre est habituellement élu assez aisément. Toutefois, certains d'entre eux n'ont pas réussi à être élus dans leur circonscription, les obligeant à se présenter dans une autre circonscription lors d'une élection partielle. Dans le cas le plus récent, Don Getty a été défait dans sa circonscription d'Edmonton Whitemud lors des élections générales de 1989 et a dû se présenter dans Drumheller-Stettler.
Les responsabilités du premier ministre de l'Alberta incluent l'administration des lois provinciales, l'adoption de nouvelles législations, et la réglementation de l'économie. Le premier ministre est responsable de promouvoir les intérêts de l'Alberta auprès du gouvernement fédéral et est le principal représentant de la province dans le reste du Canada.